# بلبل (فیلم ۲۰۲۲)
بلبل (به انگلیسی: The Nightingale) یک فیلم رو به اکران آمریکایی در ژانر درام برای سال ۲۰۲۳ به کارگردانی ملانی لوران که براساس رمانی به همین نام اثر کریستین هانا در سال ۲۰۱۵ است. بازیگران اصلی این فیلم داکوتا فانینگ و ال فانینگ هستند.

## داستان
دو خواهر برای زنده ماندن و مقاومت در برابر اشغال فرانسه توسط آلمان در طول جنگ جهانی دوم تلاش می‌کنند.

## تولید فیلم
فیلمبرداری اصلی در ۲۶ اکتبر سال ۲۰۲۰ در بوداپست مجارستان و لس آنجلس کالیفرنیا آغاز شد.